# Лаврентьево (Московская область)
Лаврентьево — деревня в Ступинском районе Московской области в составе Городского поселения Малино (до 2006 года — входила в Дубневский сельский округ). На 2016 год в Лаврентьево 1 улица — Успенская, деревня связана автобусным сообщением с Малино и соседними населёнными пунктами. Селение известно с 1377 года, в 1577 году упоминается, как село.

## Население
| 2002 | 2006 | 2010 |
| ---- | ---- | ---- |
| 13   | ↘3   | ↘0   |

Лаврентьево расположено в центральной части района, на запруженном ручье, безымянном левом притоке реки Каширка, высота центра деревни над уровнем моря — 177 м. Ближайшие населённые пункты: Сафроново — примерно в 1,5 км на запад и Уварово — около 1,8 км на юго-восток.